# Diadí
Diadí es un municipio filipino de cuarta categoría perteneciente a  la provincia de Nueva Vizcaya en la Región Administrativa de Valle del Cagayán, también denominada Región II.

## Geografía
Tiene una extensión superficial de 181.20 km² y según el censo del 2007, contaba con una población de 15.567 habitantes y 2.847 hogares; 16.484 habitantes a 1 de mayo de 2010

### Barangayes
Diadí se divide administrativamente en 19 barangayes o barrios, 18 de  carácter rural y solamente la capital (Población), con sus 2.956 habitantes, tiene carácter urbano.
| - Arwas - Balete - Bugnay - Decabacan - Duruarog - Escoting - Nagsabaran - Namamparan - Pinya - Población | - Ampakleng - Butao - Langka - Lurad - Rosario - San Luis - San Pablo - Villa Aurora - Villa Florentino |

## Política
Su Alcalde (Mayor) es Norma U. Miguel.

## Economía

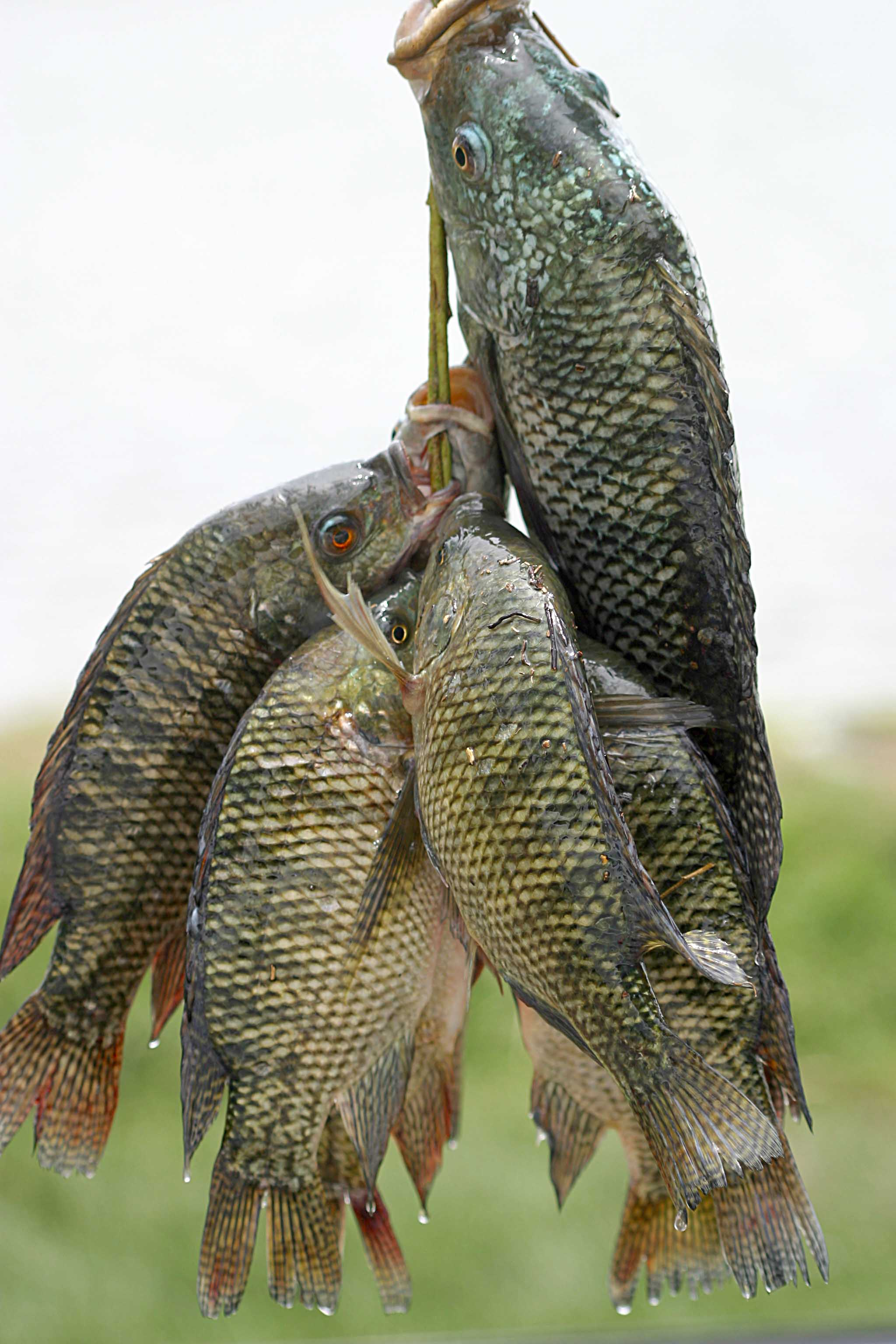
Tilapia.

Desde que el 11 de enero de 2008, la Oficina  de Pesca y Recursos Acuáticos de Cagayán (BFAR) apoyó la pesca del tilapia, la producción ha aumentado considerablemente hasta el punto de que Diadí es considerada la capital filipina del tilapia.

## Historia
El casco antiguo de Diadí fue uno de los barrios de Bagabag, Nueva Vizcaya, cerca de Dipacol, hoy San Luis, en el límite  con la provincia de La Isabela de Luzón.
Los misioneros llegaron a este lugar el año de 1740. En 1864 se establecieron los ganaderos Francisco Panganiban, Jacinto Loggan y Vicente Danguilan, ya que la zona era ideal para el pastoreo. El gobernador político-militar autoriza la cesión de sus pastos de Solano a los inmigrantes Ilocano para convertirlos en campos de arroz.
En 1867, el sacerdote católico Julián Malumbres llega al lugar entonces conocido como Diadí de Isabela acompañado de inmigrantes de Calanusián con la intención de establecerse allí.
Continuaron hacia el sur conquistando los pueblos de Bagabag, Lumabang, Bayombong y Bambang. Con esta conquista consigue reunir suficiente gente para poder organizar el poblado de Diadí al pie del monte Namamparang. Desde allí se trasladó a Picat, que el 22 de mayo de 1872 forma una nueva población junto con Ibung.
Diadí y Balete fueron barrios de Bagabag, pero debido tanto a la gran extensión de este municipio como por la dificultad de llegar al centro urbano, solicitan sus vecinos la separación para convertirse en un nuevo municipio. El congresista Leonardo B. Pérez del solitario Distrito de Nueva Vizcaya consigue tramitar un proyecto de ley en el Congreso consiguiendo la división del Municipio de Bagabag para allanar el camino para la creación de Diadí como municipio.
El nuevo municipio toma el nombre de Diadí por tener mayor población que Balete.